# ヘルマン・コボルト

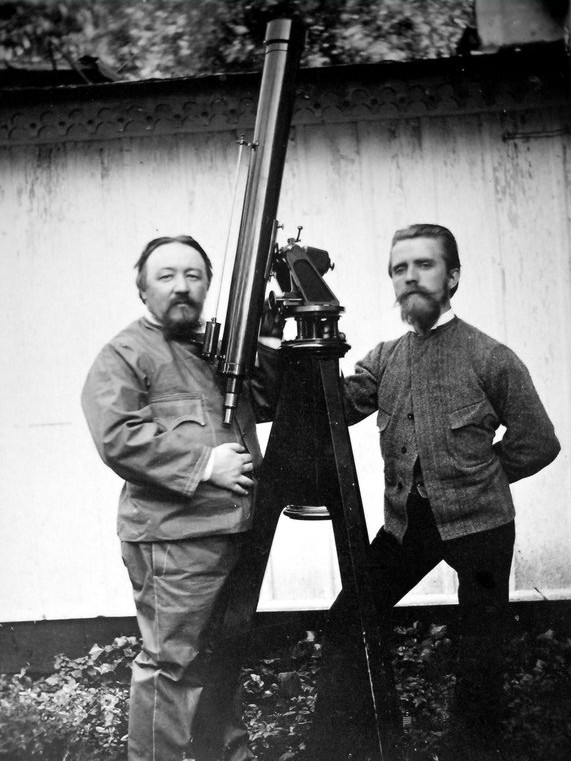
ミクロシュ・コンコリ（左）とヘルマン・コボルト

ヘルマン・コボルト（Hermann Albert Kobold, 1858年8月5日 - 1942年6月11日）は、ドイツの天文学者である。

## 生涯
ハノーファーで、父アウグストと母ドロテアの間の5人の子のうち3番目として生まれた。1877年から1880年までは、ゲッティンゲン大学で数学と自然科学を専攻し、1880年7月からはヴィルヘルム・クリンカーフエス (Ernst Friedrich Wilhelm Klinkerfues) の下で天文学の博士課程に進んだ。その後、現在のスロバキアのHurbanovoにあるミクロシュ・コンコリ (Miklos Konkoly-Thege) の私設天文台の助手となった。1882年にアメリカ・サウスカロライナ州に金星の日面通過の観測旅行に参加して以降の数年間は、ベルリンでその際のデータの解析を行った。
1887年には、フランスのストラスブールの天文台で勤め始めた。同年、ドロテア・ブラントと結婚し、その後5人の子供を儲けた。1888年には家庭教師になった。1900年にはストラスブール大学の員外教授となり、その2年後にはキール大学の員外教授となった。熱心な観測によって、彼はかみのけ座銀河団に22個の未知の小さな銀河を発見した。1908年から1938年までは、天文学誌『アストロノミシェ・ナハリヒテン』の発行者となった。カール・ラインムートが発見した小惑星には、1930年代に彼の栄誉を称えて、(1164) コボルダと名付けられた。1942年にキールで死去した。